# Beidha

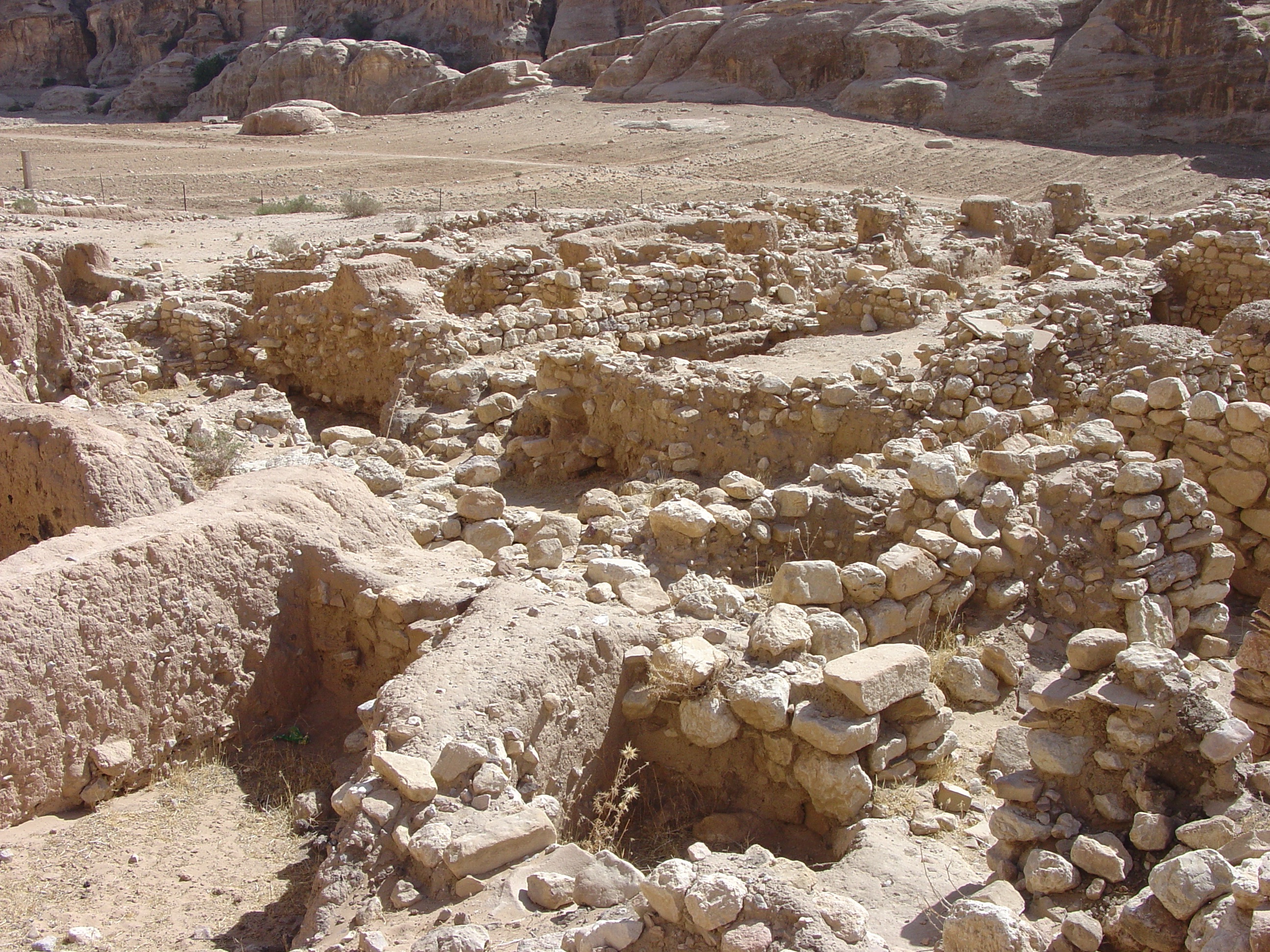
Das präkeramische Beidha (gesprochen BAY-da) war von 7200 v. Chr. bis 6500 v. Chr. in der ersten Hälfte Neolithikums B besiedelt und kannte im Boden eingesenkte Rundhütten

Beidha (arabisch البيضا al-baīḍā, „der Weiße“ – manchmal auch Bayda geschrieben) ist eine neolithische archäologische Stätte in der Nähe von Siq al-Barid, nördlich von Petra in Jordanien. Es ist in Petras Kennzeichnung als UNESCO-Weltkulturerbe enthalten.

## Grabungsgeschichte
Es wurde erstmals 1957 von Diana Kirkbride (1915–1997) und später von Brian Byrd ausgegraben, die drei Siedlungsperioden feststellten:
- Natufien im 11. Jahrtausend v. Chr.,
- ein prätöpferisches Dorf (PPNB) mit Mauerwerksbau im 7. Jahrtausend v. Chr
- eine Nabatäerphase im 1. oder 2. Jahrhundert v. Chr.

## Natufien
Das natufianische Beidha ist ein lange genutzter saisonaler Wohnplatz. Belege aus geborgenen Steinen und die Position der Feuer- und Röstplätze deuten darauf, dass die Bewohner Jagdaktivitäten nachgingen. Dies wird durch fehlende Bestattungen, Gebäude, Lagerräume und große Steingeräte gestützt.

## Jungsteinzeit
Es wird vermutet, dass das neolithische Stadium Beidhas eine der frühen Siedlungen aus der Zeit zwischen 7200 und 6650 v. Chr. ist. In den frühen PPNB-Phasen wird die Population auf 50 bis 115 Personen geschätzt. Die Bewohner bauten eine Mauer um die Siedlung und verwendeten für ihre runden Häuser mit eingetieften Böden. Steinmauerwerk. Sie bauten in einem frühen Stadium der Domestizierung Emmer und Gerste an, hüteten Schafe/Ziegen, jagten Steinböcke und sammelten Früchte, Nüsse und Wildpflanzen. In einem vermutlich rituell genutzten Siedlungsbereich wurden Bestattungen gefunden. Es gibt Hinweise darauf, dass er 6500 v. Chr. durch einen Brand zerstört und mit jetzt oberirdischen und rechteckigen Gebäuden und Werkstätten wieder aufgebaut wurde.
Auf dem Höhepunkt der Besiedlung wurde die Bevölkerung auf 125 bis 235 Personen geschätzt. Um 6500 v. Chr. wurde das Dorf aus unbekannten Gründen verlassen. Viele der geborgenen Materialien stammten aus der Ferne und umfassten anatolischen Obsidian und Perlmutt aus dem Roten Meer. Der Wechsel zu rechtwinkligen Gebäuden zeigt eine Entwicklung die religiöse Hintergründe hat. Einige Meter östlich des Hauptstandorts gibt es ein Bauwerk aus dieser Zeit, das als Tempel einer vorabrahamitischen Religion interpretiert wurde.

## Nabatäerzeit
Es gibt zahlreiche Belege für eine nabatäische Siedlung in dieser Gegend, einschließlich von Mauern um landwirtschaftlich genutzte Terrassen.
Jordanische Behörden kündigten 2010 ein Projekt zum Schutz und zur Förderung von Beidha an.